# Pisa Sporting Club
Pisa Sporting Club este un club de fotbal din Pisa, Italia, care evoluează în Serie A.

## Lotul actual
La 4 ianuarie 2024.
| Nr. |            | Poziție | Jucător                      |
| --- | ---------- | ------- | ---------------------------- |
| 1   | Brazilia   | P       | Nicolas Andrade              |
| 3   | Italia     | F       | Samuele Angori               |
| 4   | Italia     | F       | Antonio Caracciolo (captain) |
| 5   | Italia     | F       | Simone Canestrelli           |
| 6   | România    | M       | Marius Marin                 |
| 8   | Danemarca  | M       | Malthe Højholt               |
| 10  | Brazilia   | M       | Emanuel Vignato              |
| 11  | Franța     | M       | Mattéo Tramoni               |
| 14  | Danemarca  | A       | Henrik Meister               |
| 15  | Germania   | F       | Idrissa Touré                |
| 15  | România    | F       | Adrián Rus                   |
| 19  | Portugalia | F       | Tomás Esteves                |
| 21  | Norvegia   | M       | Markus Solbakken             |

| Nr. |           | Poziție | Jucător            |
| --- | --------- | ------- | ------------------ |
| 22  | Italia    | P       | Leonardo Loria     |
| 28  | Danemarca | M       | Oliver Abildgaard  |
| 30  | Italia    | A       | Alessandro Arena   |
| 30  | Italia    | A       | Stefano Moreo      |
| 33  | Italia    | F       | Arturo Calabresi   |
| 36  | Italia    | A       | Gabriele Piccinini |
| 37  | Algeria   | M       | Mehdi Léris        |
| 39  | Italia    | A       | Lorenzo Tosi       |
| 45  | Danemarca | A       | Alexander Lind     |
| 47  | Croația   | P       | Adrian Šemper      |
| 80  | România   | M       | Olimpiu Moruțan    |
| 94  | Italia    | F       | Giovanni Bonfanti  |